# Alle Tage ist kein Sonntag
Pour plus de détails, voir Fiche technique et Distribution.
Alle Tage ist kein Sonntag (titre français : Nous avons un papa) est un film allemand réalisé par Helmut Weiss, sorti en 1959.
Il s'agit de l'adaptation d'une nouvelle de Volodia Semitjov.

## Synopsis
Eva Kende vit avec ses jumeaux de huit ans, Peter et Paul, dans la pension d'artistes de Fanny Knöbel. Pour une journée, des chanteurs du Chœur des Cosaques du Don en tournée, vont loger ici. L'un des chanteurs, Mitja Burganoff, tombe amoureux d'Eva. Cependant, celle-ci a un secret : elle prétend devant  ses enfants être mariée et que leur père est en voyage. En fait, elle n'a pas eu de nouvelles de son ami Alexander Brandtstetter depuis qu'elle lui a annoncé  sa grossesse il y a huit ans. Même face à Mitja, elle reste dans le mensonge.
Après le concert, Eva se fait renverser par une voiture et doit être hospitalisée pour  une commotion cérébrale. Les jumeaux mettent à profit l'absence de leur mère. Ils veulent enfin connaître leur père, aussi Peter se rend-il seul à Francfort-sur-le-Main à la société Brandtstetter pour lui rendre visite. Il est reçu par Karl Brandtstetter et lui montre la photo qu'Eva leur a toujours présentée comme celle de leur père. Karl reconnaît son frère Alexander, mais ne veut pas décevoir Peter et se fait passer pour son père.
Quand Eva, qui s'est rétablit, arrive à Francfort pour venir chercher Peter, Karl lui explique qu'Alexandre est mort depuis huit ans - il n'a jamais appris qu'il était devenu père, et ne l'a jamais quittée. Quand Eva veut rentrer à la maison avec Peter, il se rebelle parce que Karl, qu'il croit être qu'un père, est supposé venir avec eux. Eva se rend avec les deux enfants en Forêt Noire. Karl les rejoint peu de temps après. Bien qu'il veuille expliquer aux enfants qu'il n'est pas leur père, diverses circonstances l'en empêchent. Mitja, qui a quitté le Chœur des Cosaques du Don pour Eva, arrive également en Forêt Noire. En tant que membre du choeur, il n'aurait pas été autorisé à être accompagné d'une femme. L'agent véreux Pacher, cependant, lui promet une carrière de chanteur d'opéra. Il disparaît rapidement, et Mitja n'a plus d'autre choix que de se produire dans de petits bars. Eva, quant à elle, ne peut pas accepter sa proposition de mariage parce qu'elle est tombée amoureuse de Karl depuis longtemps. Elle demande à Serge Jaroff de reprendre Mitja dans le chœur.
Peter et Paul soupçonnent qu'Eva et Karl ne sont pas mariés l'un à l'autre. Avant qu'ils ne puissent aller au fond des choses, Eva et Karl décident de se marier secrètement. Mais Eva ne parvient pas à garder le secret, et les jumeaux s'invitent à la fin de la cérémonie. En son honneur, le Chœur des Cosaques du Don chante à la tribune de l'orgue. Mitja, de nouveau membre de la chorale, voit Eva quitter l'église avec des larmes dans les yeux.

## Fiche technique
- Titre : Alle Tage ist kein Sonntag
- Réalisation : Helmut Weiss
- Scénario : Kurt Heuser, Werner E. Hintz
- Musique : Raimund Rosenberger (de)
- Direction artistique : Willi Herrmann, Karl Schneider
- Photographie : Georg Bruckbauer (de)
- Montage : Klaus Eckstein
- Production : Kurt Ulrich
- Sociétés de production : Kurt Ulrich Film
- Société de distribution : DFH
- Pays d'origine :  Allemagne de l'Ouest
- Langue : allemand
- Format : Couleurs - 1,66:1 - Mono - 35 mm
- Genre : Comédie
- Durée : 100 minutes
- Dates de sortie :
  -  Allemagne de l'Ouest : 12 août 1959.
  -  France : 28 décembre 1960[1].
  -  Danemark : 8 janvier 1962.

## Distribution
- Elisabeth Müller : Eva Kende
- Paul Hubschmid : Karl Brandtstetter
- Dietmar Schönherr : Mitja Burganoff
- Jochen Hanke : Peter
- Jürgen Hanke : Paul
- Trude Herr : Fanny Knöbel
- Walter Janssen : Franz, le majordome de Brandtstetter
- Ralf Wolter : Huber, le messager
- Stanislav Ledinek : L'agent Pacher
- Blandine Ebinger : Mme Hertel
- Christa Williams : La chanteuse du bar
- Jur Arten : Vladimir
- Rolf Weih (de) : Gregor
- Hans Leibelt : Dr. Börger
- Cora Roberts (de) : Olga
- Kurt Pratsch-Kaufmann : L'homme au cor
- Willy Millowitsch (de) : L'homme au tuba

## Source de traduction
- (de) Cet article est partiellement ou en totalité issu de l’article de Wikipédia en allemand intitulé « Alle Tage ist kein Sonntag (1959) » (voir la liste des auteurs).